# Dvorac Zwilling
Dvorac Zwilling, građevina u mjestu Crna Mlaka i gradu Jastrebarsko, zaštićeno kulturno dobro.

## Opis
Građevina iz 1917. god. Gradio ga je zakupnik ribnjaka Crne Mlake Kornelius Zwilling. Sagrađen je 1917. godine prema nacrtima Honigsberga i Deutscha, tvrtke koja je puno gradila u Zagrebu, u secesijskom stilu i romantičarskom duhu. To je živahna arhitektura s kulama, lođom i mnoštvom drugih detalja, konstrukcija je od armiranoga betona. Danas je Crna Mlaka specijalni ornitološki rezervat i nalazi se pod posebnom zaštitom. Područje je u privatnom vlasništvu, dvorac je zapušten i propada. Poznat je i pod nazivom Ribograd.

## Zaštita
Pod oznakom Z-3034 zaveden je kao nepokretno kulturno dobro – pojedinačno, pravna statusa zaštićena kulturnog dobra, klasificirano kao "sakralna graditeljska baština".